# Mistrzostwa Polski w Tenisie Stołowym 1996
Mistrzostwa Polski w Tenisie Stołowym 1996 – 64. edycja mistrzostw, która odbyła się w 1996 roku w Brzegu Dolnym.

## Medaliści
| Konkurencja             | Złoty                                                                  | Srebrny                                                                  | Brązowy |
| Gra pojedyncza mężczyzn | Lucjan Błaszczyk (Staffel Limburg)                                     | Piotr Skierski (Moldan Kuchl)                                            | Leszek Kucharski (AZS Gdańsk) Marcin Kusiński (Baildon Katowice)                                                                                            |
| Gra pojedyncza kobiet   | Alina Mikijaniec (AZS Bielsko-Biała)                                   | Paulina Narkiewicz (AZS Częstochowa)                                     | Izabela Frączak (Zagrodnik Łódź) Agnieszka Gieraga (Siarka Tarnobrzeg)                                                                                      |
| Gra podwójna mężczyzn   | Piotr Skierski (Moldan Kuchl) Piotr Szafranek (TTC Bad Hamm)           | Lucjan Błaszczyk (Staffel Limburg) Leszek Kucharski (AZS Gdańsk)         | Dariusz Kich (AZS Gdańsk) Maciej Zakryś (AZS Gdańsk) Dariusz Kiełb (Baildon Katowice) Daniel Sagan (Olimpia Lubsko)                                         |
| Gra podwójna kobiet     | Alina Mikijaniec (AZS Bielsko-Biała) Anna Januszyk (Siarka Tarnobrzeg) | Jolanta Langosz (AZS Bielsko-Biała) Paulina Narkiewicz (AZS Częstochowa) | Agnieszka Gieraga (Siarka Tarnobrzeg) Wioletta Matus (Bronowianka Kraków) Wanda Lityńska-Sydorenko (Wanda Nowa Huta) Jolanta Szatko-Nowak (Wanda Nowa Huta) |
| Gra mieszana            | Lucjan Błaszczyk (Staffel Limburg) Jolanta Langosz (AZS Bielsko-Biała) | Leszek Kucharski (AZS Gdańsk) Jolanta Szatko-Nowak (Wanda Nowa Huta)     | Jarosław Kołodziejczyk (Morliny Ostróda) Paulina Narkiewicz (AZS Częstochowa) Piotr Skierski (Moldan Kuchl) Wanda Lityńska-Sydorenko (Wanda Nowa Huta)      |